# Cipedes (Cipedes)
Cipedes is een bestuurslaag in het regentschap Kota Tasikmalaya van de provincie West-Java, Indonesië. Cipedes telt 15.252 inwoners (volkstelling 2010).